# Nonkparadougou
Nonkparadougou est une localité du nord de la Côte d'Ivoire qui se situe dans la Région des savanes, au nord de la ville de Boundiali.( En bambara, le suffixe dougou signifie village ). La population y est constituée essentiellement de Sénoufos et de Malinkés.